# Веселі сновидіння, або Сміх і сльози
«Веселе сновидіння, або Сміх і сльози» (рос. «Весёлое сновидение, или Смех и слёзы») — радянський двосерійний телефільм за п'єсою С. Михалкова «Сміх і сльози». Перша серія — «Король Похмура»; Друга серія — «Принц Чіхалья».

## Сюжет
Любитель шахів Андрій Попов застудився. В ніч перед грою з гросмейстером Карповим, йому сниться сон, де він потрапляє в шахову країну, трон якої намагаються захопити підступні карти.

## У ролях
- Сергій Крупеников — Андрій Попов
- Юля Шулепова — Люба / Принц Чіхалья
- Сергій Філіппов — Похмура VII, шаховий король
- Володимир Труханов — Патисоне, шаховий офіцер; міністр з портфелем
- Георгій Віцин — Крівелло, валет пік; міністр без портфеля
- Валентина Кособуцький — Дволиче, дама треф
- Олена Андерегг — двійка пік
- Валентин Нікулін — Шут
- Валентина Ковель — Каргана, дама пік
- Олег Попов — Маг Універ
- Євген Моргунов — Туз пік
- Павло Панков — доктор
- Микола Озеров — коментатор (камео)
- Володимир Труханов — Патісонне, шаховий офіцер, міністр двору
- Юля Михайлова — Клава

## Знімальна група
- Автор сценарію: Арнольд Вітол
- Режисер: Ігор Усов
- Оператор-постановник: Олександр Дібрівний
- Художник-постановник: Ігор Вусковіч

## Технічні дані
- Мова: Російський
- Колір: Кольоровий
- Звук: Моно